# Go Getters
«Emprendedores» —título original en inglés: «Go Getters» es el quinto episodio de la séptima temporada de la serie de televisión The Walking Dead. Se estrenó el 20 de noviembre de 2016 en Estados Unidos y Latinoamérica por las cadenas AMC y FOX respectivamente. El 21 de noviembre se estrenó en España también mediante Fox. Darnell Martin dirigió este capítulo y Channing Powell estuvo a cargo del guion del mismo. El episodio se centra en Maggie (Lauren Cohan) y Sasha (Sonequa Martin-Green) recuperándose de sus tristezas debido a las muertes de Glenn y Abraham y ambas esperan encontrar seguridad en la colonia de Hilltop antes de que sea demasiado tarde. Mientras tanto, Carl (Chandler Riggs) y Enid (Katelyn Nacon) viajan a la misma comunidad, cuando de pronto Simon (Steven Ogg) y un equipo de salvadores visitan la colonia para recibir sus demandas. 

## Trama
En la comunidad de Hilltop, Maggie (Lauren Cohan) es vista por el Dr. Harlan Carson (R. Keith Harris), quien informa que sufrió un Desprendimiento prematuro de placenta , una separación de la placenta del útero, pero que el bebé está bien. A petición de Maggie, Sasha la lleva a donde Glenn y Abraham quienes están enterrados, y Maggie coloca el reloj de bolsillo de Glenn, un regalo para a él de su padre, Hershel, en su tumba como marcador. Jesús (Tom Payne) les da flores, mientras que el líder de Hilltop, Gregory (Xander Berkeley) advierte que deben regresar a Alexandría de inmediato, a pesar de la condición de Maggie. Jesús trata de razonar con Gregory, pero él exige que se vayan por la mañana. Jesús organiza un alojamiento temporal y se disculpa con Gregory, mientras que Sasha afirma que puede proporcionar ayuda a cambio de permanecer en Hilltop. Mientras tanto, en Alexandría, Carl (Chandler Riggs) y Michonne (Danai Gurira) se niegan a ir con Rick ( Andrew Lincoln) para recoger ofrendas para los salvadores. Carl ve a Enid (Katelyn Nacon) saliendo de Alexandría. Enid se enteró de la muerte de Glenn y Abraham y quería ver cómo estaba Maggie, pero él le dice que ya no la volvería a salvar a Maggie de nuevo. Sin embargo, más tarde ese mismo día, mientras los caminantes se le acercan a Enid, Carl conduce un automóvil sobre los caminantes, diciendo que "se sintió como un conductor". Los dos caminan juntos hacia Hilltop.
Esa noche, la comunidad de Hilltop se despierta con la música a todo volumen: la puerta está abierta y una música estruendosa atrae a los caminantes hacia adentro. Los sobrevivientes toman medidas para defenderse, pero se muestra a Gregory de pie y mirando desde su ventana. Sasha intenta subirse al automóvil para cortar el potente audio, mientras Maggie conduce un tractor sobre varios caminantes y el auto mismo, silenciándolo, al día siguiente, Gregory y Jesús discuten qué hacer con Sasha y Maggie cuando llegan los salvadores. Jesús va a esconder a las dos en un armario mientras Gregory saluda a Simon (Steven Ogg) y los otros salvadores. Gregory le dice a Simon que recibió el mensaje alto y claro de la noche anterior. Abre un armario y saca una botella de whisky de una caja como parte de su ofrecimiento a Negan, que Simon acepta, pero se lleva toda la caja. Mientras los Salvadores están cargando sus camiones, Carl y Enid llegan. Carl quiere guardarse a bordo del camión para viajar al Santuario, la casa de los Salvadores, pero Enid se niega a ir. Comparten un beso antes de que se cuele a bordo, mientras Enid entra discretamente en Hilltop.
Una vez que los salvadores abandonan su hogar, Gregory vuelve a exigir que Maggie y Sasha se vayan, pero Jesús se pone de pie y dice que se hará cargo si Gregory no les permite quedarse. Gregory acepta a regañadientes y en un intento de dejarle las cosas claras a Maggie, esta le amortigua un puñete en el rostro y le quita el reloj de su padre que el anciano había robado de la tumba de Glenn. La granjera le aclara a Gregory que Hilltop es su hogar y que de ahora en adelante debe llamarla por su nombre: Maggie Rhee. Más tarde, Sasha discretamente pregunta si Jesús puede encontrar dónde se encuentra el Santuario. Jesús también se cuela a bordo de uno de los camiones de los Salvadores cuando se está yendo, sorprendido de encontrar a Carl allí. Maggie y Sasha más tarde descubren a Enid, que dice que vino sola, y que ahora quiere vivir en Hilltop. Maggie le da a Enid el reloj de Glenn, y rezan por sus seres queridos perdidos.

## Producción
Los actores Norman Reedus (Daryl Dixon), Melissa McBride (Carol Peletier), Lennie James (Morgan Jones), Alanna Masterson (Tara Chambler), Josh McDermitt (Eugene Porter), Christian Serratos (Rosita Espinosa), Jeffrey Dean Morgan (Negan), Seth Gilliam (Padre Gabriel Stokes), Austin Nichols (Spencer Monroe) y Austin Amelio (Dwight) no aparecen en este episodio pero igual son acreditados.

## Recepción
"Go Getters" recibió críticas generalmente positivas de los críticos. En Rotten Tomatoes, tiene un 77% con una calificación promedio de 6.42 sobre 10, con base en 35 revisiones. El consenso del sitio dice: aunque carecen de una progresión significativa de la trama, "Go Getters" presenta una perspectiva femenina satisfactoria, fuertes elecciones de personajes y un raro rayo de esperanza. Kelly Lawler de USA Today describe el episodio como una secuencia de acción realmente interesante y un verdadero movimiento en el arco de la temporada. 
Nick Romano de Entertainment Weekly "descubrió que el viaje de regreso a la colonia Hilltop es uno de los episodios más divertidos.". Erik Kain de Forbes revisó el episodio y dijo: "El episodio del domingo por la noche de  The Walking Dead  puede ser el peor episodio jamás hecho en la franquicia zombie de larga duración. Ciertamente no puedo Recuerdo una vez que me he reído tanto por la mala escritura y los terribles dispositivos de la trama."

## Índices de audiencia
El episodio recibió una calificación de 5.2 en el grupo demográfico clave de 18-49 con 11.00 millones de espectadores en total. Es en ese momento la calificación más baja que ha tenido el programa desde "This Sorrowful Life" de tercera temporada.